# Macrobrachium lanceifrons
Macrobrachium lanceifrons is een garnalensoort uit de familie van de Palaemonidae. De wetenschappelijke naam van de soort is voor het eerst geldig gepubliceerd in 1852 door Dana.